# Pellegrinaggio di Saigoku

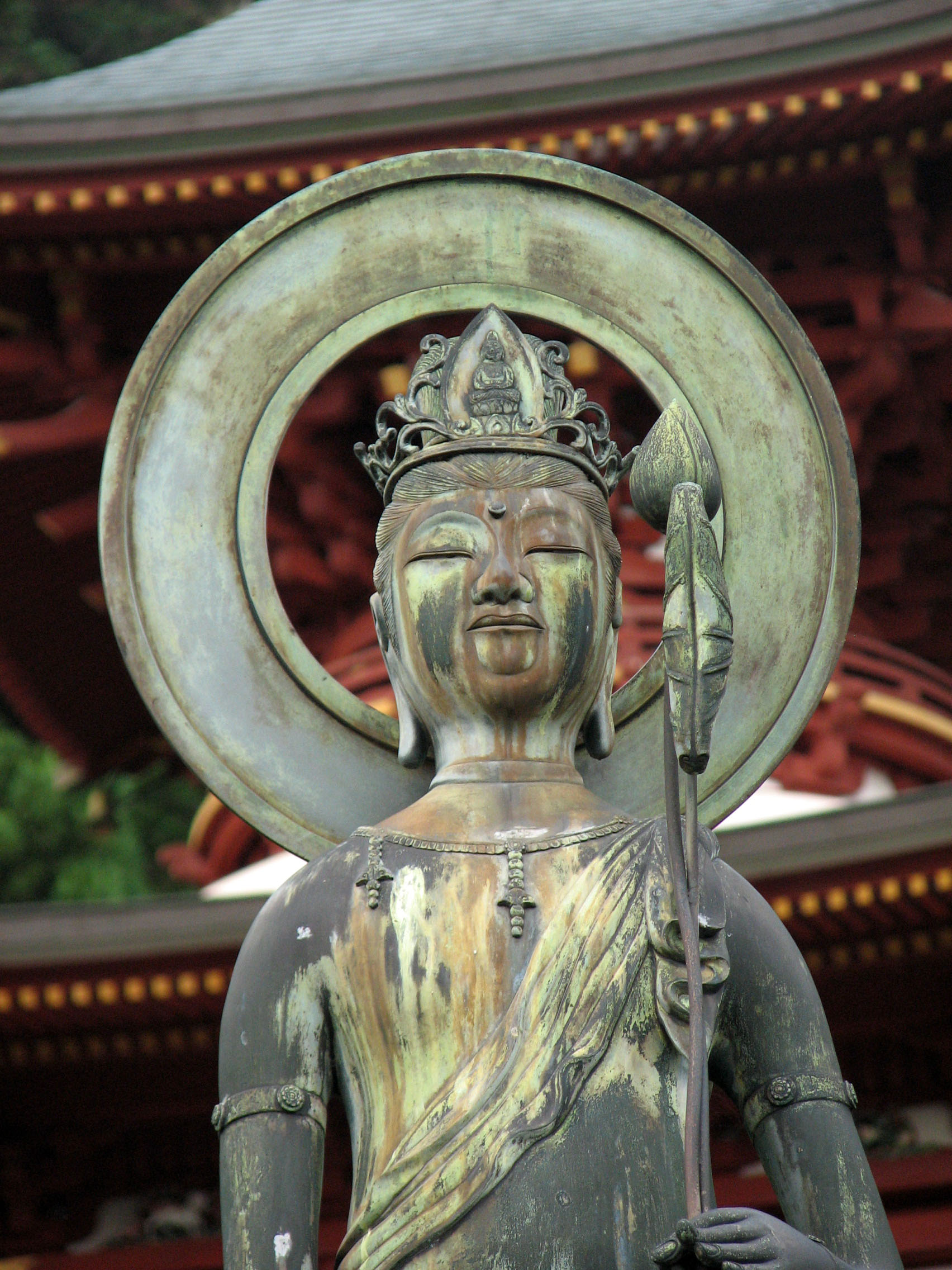
Statua di Kannon Mizuko, protettrice dei non nati, al tempio Katsuo-ji

Il pellegrinaggio di Saigoku  (西国三十三所 (Saigoku Sanjūsan-sho?) è un pellegrinaggio devozionale che comporta la visita e la preghiera in 33 templi buddhisti  della regione del Kansai, Giappone.
È uno dei pellegrinaggi più antichi il cui itinerario è legato a tradizioni religiose secolari; risale al VIII secolo, e il nome stesso, che letteralmente significa ‘’regione dell’ovest’’, era il nome in uso anticamente per designare questo territorio.
Tutti i templi sono dedicati a Kannon, meglio nota in occidente come Bodhisattva della compassione o anche Dea della misericordia, o ad una delle sue molteplici manifestazioni.
Il pellegrinaggio di Saigoku, unitamente ad altri due pellegrinaggi dedicati a Kannon, il Bandō Sanjūsankasho che prevede la visita e la preghiera in 33 templi della regione del Kantō e il pellegrinaggio nei 34 templi di Chichibu nella prefettura di Saitama compongono un itinerario devozionale dedicato a Kannon di complessivi 100 templi.

## Il percorso
Anche se i templi sono numerati, il pellegrinaggio di Saigoku, a differenza del pellegrinaggio di Shikoku, non prevede un ordine di visita in quanto non è presente un percorso circolare e i templi sono diffusi su un territorio piuttosto ampio; nel cammino rientrano anche numerosi templi delle città di Nara e Kyoto.
Tradizionalmente il percorso veniva compiuto interamente a piedi con animo in raccoglimento; oggi spesso i pellegrini utilizzano mezzi pubblici o privati, sia per mancanza di tempo in quanto il pellegrinaggio si sviluppa per oltre 1.000 chilometri sia perché nel corso dei secoli una parte degli antichi percorsi sono stati sostituiti da strade molto trafficate (il Kansai è una delle regioni giapponesi ad alto sviluppo economico ed urbanistico ) e pertanto poco adatte ad essere percorse a piedi in serenità e raccoglimento.
Tutti i templi sono dedicati a Kannon e quindi nel padiglione principale di ciascun tempio è presente una sua immagine, riprodotta in dipinti o statue, con diverse sembianze; a volte rappresentata con un gran numero di braccia a simboleggiare la possibilità di venire in aiuto dei bisognosi, talvolta il viso è contornato da altri visi di minore dimensione.
Spesso chi intende realizzare il percorso o almeno una parte compra il nōkyōsho, il passaporto del pellegrino, un libretto con due pagine dedicate a ciascun tempio; a testimonianza di aver raggiunto uno dei templi,  il nōkyōsho viene calligrafato da un monaco e stampigliato in un apposito sportello presente in ciascun tempio a fronte del pagamento di un modesto importo. 
La scritta calligrafica apposta indica il numero e nome del tempio unitamente allo specifico nome della Kannon venerata. 
Oltre ai 33 templi dell’itinerario ufficiale,  è possibile sostare in ulteriori 3 templi conosciuti come  bangai (番外?). 
Alcuni pellegrini, aderenti alla tradizione, indossano la tradizionale veste bianca, simbolo di purezza e il cappello di paglia a cono, utile protezione sia dalla pioggia sia dal sole. Portano inoltre un bastone da passeggio in legno utile nel cammino, che rappresenta simbolicamente il sostegno del maestro e fondatore del Buddhismo Shingon  Kōbō Daishi nel percorso spirituale del devoto.

## Templi
I templi sono sparsi in un ampio territorio oggi amministrato da 6 differenti prefetture
| No.    | Templi                            | Honzon (dedica)                            | Località              | Prefettura | Immagine                        | Coordinate                   |
| ------ | --------------------------------- | ------------------------------------------ | --------------------- | ---------- | ------------------------------- | ---------------------------- |
| 1      | Seiganto-ji                       | Kannon (Cintāmani-cakra)                   | Nachikatsuura         | Wakayama   | Seiganto-ji                     | 33°40′09.15″N 135°53′23.31″E |
| 2      | Ki-mii-dera                       | Jūichimen Kannon (Ekādaśamukha)            | Wakayama              | Wakayama   | Ki-mii-dera                     | 34°11′06.6″N 135°11′24.09″E  |
| 3      | Kokawa-dera                       | Senju Kannon (Sahasra-bhuja Sahasra-netra) | Kinokawa              | Wakayama   | Kokawa-dera                     | 34.280961°N 135.405908°E     |
| 4      | Sefuku-ji                         | Senju Kannon (Sahasra-bhuja Sahasra-netra) | Izumi                 | Osaka      | Sefuku-ji                       | 34.392908°N 135.511578°E     |
| 5      | Fujii-dera                        | Guanyin (Sahasra-bhuja Sahasra-netra)      | Fujiidera             | Osaka      | Fujii-dera                      | 34.570186°N 135.596556°E     |
| 6      | Minamihokke-ji o (Tsubosaka-dera) | Guanyin (Sahasra-bhuja Sahasra-netra)      | Takatori              | Nara       | Minamihokke-ji (Tsubosaka-dera) | 34.426417°N 135.809861°E     |
| 7      | Oka-dera                          | Nyoirin Kannon (Cintāmani-cakra)           | Asuka (Giappone)      | Nara       | Oka-dera                        | 34.471789°N 135.828372°E     |
| Bangai | Hōki-in                           |                                            | Sakurai               | Nara       | Hōki-in                         | 34.532819°N 135.909858°E     |
| 8      | Hase-dera                         | Jūichimen Kannon (Ekādaśamukha)            | Sakurai               | Nara       | Hase-dera                       | 34.535894°N 135.906825°E     |
| 9      | Kōfuku-ji                         | Fukūkenjaku Kannon (Amoghapāśa)            | Nara                  | Nara       | Nan'endō                        | 34.6825°N 135.830278°E       |
| 10     | Mimuroto-ji                       | Senju Kannon (Sahasra-bhuja)               | Uji                   | Kyoto      | Mimuroto-ji                     | 34.900478°N 135.819194°E     |
| 11     | Daigo-ji                          | Cundi Juntei Kannon (Cundi)                | Fushimi-ku            | Kyoto      | Kami Daigo-ji                   | 34.950992°N 135.819586°E     |
| 12     | Iwama-dera                        | Senju Kannon (Sahasra-bhuja)               | Ōtsu                  | Shiga      | Shōhō-ji (Iwama-dera)           | 34.933°N 135.878389°E        |
| 13     | Ishiyama-dera                     | Nyoirin Kannon (Cintāmani-cakra)           | Otsu                  | Shiga      | Ishiyama-dera                   | 34.960419°N 135.905625°E     |
| 14     | Mii-dera                          | Nyoirin Kannon (Cintāmani-cakra)           | Ōtsu                  | Shiga      | Mii-dera                        | 35.013358°N 135.85285°E      |
| Bangai | Gangyō-ji                         |                                            | Kyoto                 | Kyoto      | Gankei-ji                       | 34.988639°N 135.801167°E     |
| 15     | Imakumano Kannon-ji               | Jūichimen Kannon (Ekādaśamukha)            | Higashiyama-ku, Kyoto | Kyoto      | Imakumano Kannon-ji             | 34.979706°N 135.780842°E     |
| 16     | Kiyomizu-dera                     | Senju Kannon (Sahasra-bhuja Sahasra-netra) | Higashiyama-ku, Kyoto | Kyoto      | Kiyomizu-dera                   | 34.994831°N 135.785003°E     |
| 17     | Rokuharamitsu-ji                  | Jūichimen Kannon (Ekādaśamukha)            | Higashiyama-ku, Kyoto | Kyoto      | Rokuharamitsu-ji                | 34.997103°N 135.773308°E     |
| 18     | Chōhō-ji o Rokkaku-dō             | Nyoirin Kannon (Cintāmani-cakra)           | Nakagyo-ku, Kyoto     | Kyoto      | Chōhō-ji (Rokkaku-dō)           | 35.007222°N 135.760278°E     |
| 19     | Gyōgan-ji                         | Senju Kannon (Sahasra-bhuja)               | Nakagyo-ku, Kyoto     | Kyoto      | Gyōgan-ji (Kōdō)                | 35.0163°N 135.767761°E       |
| 20     | Yoshimine-dera                    | Senju Kannon (Sahasra-bhuja)               | Nishikyo-ku, Kyoto    | Kyoto      | Yoshimine-dera                  | 34.938167°N 135.644194°E     |
| 21     | Anao-ji                           | Shō Kannon (Aryavalokitesvara)             | Kameoka               | Kyoto      | Anao-ji                         | 35.006675°N 135.549192°E     |
| 22     | Sōji-ji                           | Senju Kannon (Sahasra-bhuja)               | Ibaraki               | Osaka      | Sōji-ji (Osaka)                 | 34.829103°N 135.581569°E     |
| 23     | Katsuō-ji                         | Senju Kannon (Sahasra-bhuja)               | Minō                  | Osaka      | Katsuō-ji                       | 34.865833°N 135.491111°E     |
| 24     | Nakayama-dera                     | Jūichimen Kannon (Ekādaśamukha)            | Takarazuka            | Hyōgo      | Nakayama-dera                   | 34.821667°N 135.367667°E     |
| Bangai | Bodai-ji                          |                                            | Sanda                 | Hyōgo      | Bodai-ji                        | 34.940389°N 135.2405°E       |
| 25     | Kiyomizu-dera                     | Senju Kannon (Sahasra-bhuja)               | Katō                  | Hyōgo      | Bansyu Kiyomizudera             | 34.972494°N 135.081822°E     |
| 26     | Ichijō-ji                         | Shō Kannon (Aryavalokitesvara)             | Kasai                 | Hyōgo      | Ichijō-ji                       | 34.859308°N 134.819025°E     |
| 27     | Engyō-ji                          | Nyoirin Kannon (Cintāmani-cakra)           | Himeji                | Hyōgo      | Engyō-ji                        | 34.891139°N 134.658139°E     |
| 28     | Nariai-ji                         | Shō Kannon (Aryavalokitesvara)             | Miyazu                | Kyoto      | Nariai-ji                       | 35.595439°N 135.187372°E     |
| 29     | Matsunoo-dera                     | Batō Kannon (Hayagrīva)                    | Maizuru               | Kyoto      | Matsunoo-dera                   | 35.497428°N 135.469375°E     |
| 30     | Hogon-ji                          | Senju Kannon (Sahasra-bhuja Sahasra-netra) | Nagahama              | Shiga      | Hōgon-ji                        | 35.421122°N 136.143225°E     |
| 31     | Chōmei-ji                         | Senju Kannon Jūichimen Kannon Shō Kannon   | Ōmihachiman           | Shiga      | Chōmei-ji                       | 35.162683°N 136.064003°E     |
| 32     | Kannonshō-ji                      | Senju Kannon (Sahasra-bhuja Sahasra-netra) | Ōmihachiman           | Shiga      | Kannonshō-ji                    | 35.144667°N 136.161028°E     |
| 33     | Kegon-ji                          | Jūichimen Kannon (Ekādaśamukha)            | Ibigawa               | Gifu       | Kegon-ji                        | 35.537372°N 136.607897°E     |